# John Flaxman
John Flaxman, född 6 juli 1755 i York, död 7 december 1826 i London, var en  brittisk skulptör, den tongivande inom den brittiska nyklassicismen.

## Biografi
John Flaxman var son till en gipsgjutare i York. I sin faders verkstad lärde han tidigt att teckna och modellera, och här stiftade han också bekantskap med den antika skulpturen. 
Redan som 15-åring vann han inträde vid Royal Academy of Arts, sedan han fått dess silvermedalj för en vaxmodell av Neptunus. Under en resa till Rom 1787-94 lärde han grundligt känna den klassiska konsten, och det var då han påbörjade de illustrationer till Homeros, Aischylos och Dante, vilka anses som hans främsta verk. 

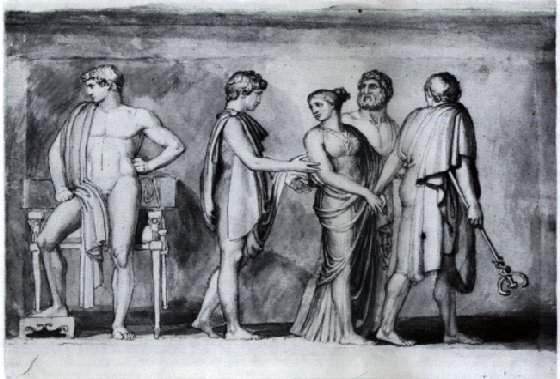
Briseis tas till Akilles. Scen ur Iliaden framställd av Flaxman

Redan förut hade han utfört teckningar till vaser och figurer i porslin och stengods åt den Wedgwoodska fabriken, bland annat i jaspergods. Det mest utmärkande för dessa arbeten är den nära anslutningen till antiken, framför allt till det grekiska vasmåleriet. 
Hans illustrationer är endast konturteckningar, men hans figurer utmärker sig för stor uttrycksfullhet. Hans stil är målmedveten, och han har åt den enkla linjen gett ett nytt rytmiskt värde. Som skulptör var Flaxman produktiv. Flera gravmonument härrör för honom, bland annat Lord Nelsons grav i Sankt Pauls-katedralen i London och lord Mansfields grav i Westminster Abbey.
Allegoriska figurer och reliefer smyckar ofta Flaxmans monumentalskulpturer. Alla hans arbeten visar en målmedveten klassicism. Hans stil har dock en tydlig brittisk prägel, ibland något sötaktig. Hans komposition är klassiskt klar och enkel, och han nämns ofta vid sidan av Johann Joachim Winckelmann som en av klassicismens stormän.